# Модель TOTE
Моде́ль T.Ó.T.E. — модель, которая была введена для описания взаимосвязи структур восприятия и поведения у животных и человека. В дальнейшем модель T.O.T.E. стала использоваться для описания различных биологических, физиологических, управленческих, технических систем, а также процессов в психологии.
Впервые изложение модели T.O.T.E. было опубликовано в 1960 году как описание модели для исследования целенаправленного поведения Дж. Миллером, Е.Галантером и К.Прибрамом. Аббревиатура T.O.T.E. или TOTE означает последовательность «Test — Operate — Test — Exit» и первоначально является моделью, заимствованной из кибернетики, которая была введена в психологии для описания поведения. Это расширение модели условного рефлекса «стимул-реакция».
Согласно модели TOTE, программа действий состоит из иерархического расположения этапов тестирования и действия: этапы тестирования характеризуются целевыми значениями, которые представляют собой желаемые состояния или цели. Фазы действий характеризуются действиями по реализации этих целевых значений. Базовой единицей программы действий является петля обратной связи, которая, благодаря своим характеристикам процесса, называется короткодействующим тестовым выходом или модулем TOTE.
На этапе тестирования фактическое значение сравнивается с номинальным значением (Tест). Если целевое значение не реализовано, фаза действия запускается во время выполнения операции (Операции). Из-за действия фаза действия приводит к актуализации фактического значения, которое сравнивается с целевым значением на ещё одной тестовой фазе (Tест). Если целевое значение все ещё не реализовано, фаза действия запускается снова, иначе контур обратной связи направляется к выходу и выходит (Выход).
Впервые эта модель была описана в книге «Программы и структура поведения: подробное описание модели T — O — T — E», которая была опубликована в 1960 году.
Модель T.O.T.E. является простейшей управленческой схемой функционирования живых организмов и искусственных систем, также используется для описания этих процессов и систем. Для описания мыслительных и поведенческих процессов можно последовательность шагов описать четырёхфазной последовательностью:
- Тест1 — описывается несоответствие между текущим состоянием организма, системы и (желаемым) эталонным состоянием, ставятся цели, определяются критерии их достижения.
- Операции — действия, связанные с достижением цели, эталонным состоянием.
- Тест2 — проверка состояния, если оно не соответствует эталонному, то операции продолжаются. Осуществляется проверка того, как происходит достижение цели и коррекция в случае необходимости (петля обратной связи). Поиск и исправление ошибок, если нужно коррекция действий (Операции) или цели (Тест1).
- Выход — когда достигается соответствие состояния эталонному, либо исполняется цель, то процесс завершается. Обычно закрытие процессов проверятся в плане надежности результата и фиксируется, иногда празднуется.

Корни модели T.O.T.E. в психологии можно увидеть в схеме стимула-ответа бихевиористов (рефлекторная дуга). Согласно этой модели условного ответа определённый стимул вызывает определённое поведение. Элегантная простота модели поведения также может быть найдена в модели TOTE, которая была расширена за счет введения последовательности обратной связи. Кибернетическая модель T.O.T.E. была развита с помощью уточнения функций петли обратной связи.
Модель T.O.T.E. оказалась полезна не только теоретически в рамках информационного подхода, но и практически — например, GPS-навигаторы работают именно по этому принципу.